# Francisco Acácio Correia
Francisco Accacio Corrêa, primeiro e único barão de Guamá (Cametá, 5 de janeiro de 1842 — Rio de Janeiro, 30 de março de 1924) foi um político brasileiro.

## Biografia
Filho de Francisco Accacio Corrêa e Josefa Maria de Lima Barbosa, casou-se com Inês Chermont de Miranda.
Com 16 anos de idade mudou-se para São Paulo, onde terminou seus estudos secundários. Formou-se na na Faculdade de Direito de São Paulo, em 1864. Foi depois diretor geral de instrução pública, no Pará, membro da junta municipal de Belém e deputado provincial.
Foi agraciado Barão em 8 de março de 1883, era também Comendador da Imperial Ordem de Cristo.